# International Security Systems Association
Information Systems Security Association (ISSA) – założona w 1982 r. międzynarodowa organizacja z siedzibą w Oak Creek, Wisconsin, która promuje zagadnienia bezpiecznego zarządzania zasobami informacyjnymi w firmach i instytucjach.
ISSA ma oddziały w 24 krajach, i zrzesza 13 000 członków, organizuje również doroczne konferencje dla specjalistów.